# Stockton Beach
Stockton Beach är en strand i Australien. Den ligger i delstaten New South Wales, i den sydöstra delen av landet, omkring 130 kilometer nordost om delstatshuvudstaden Sydney. Genomsnittlig årsnederbörd är 1 277 millimeter. Den regnigaste månaden är februari, med i genomsnitt 223 mm nederbörd, och den torraste är juli, med 46 mm nederbörd.